# 54 Below

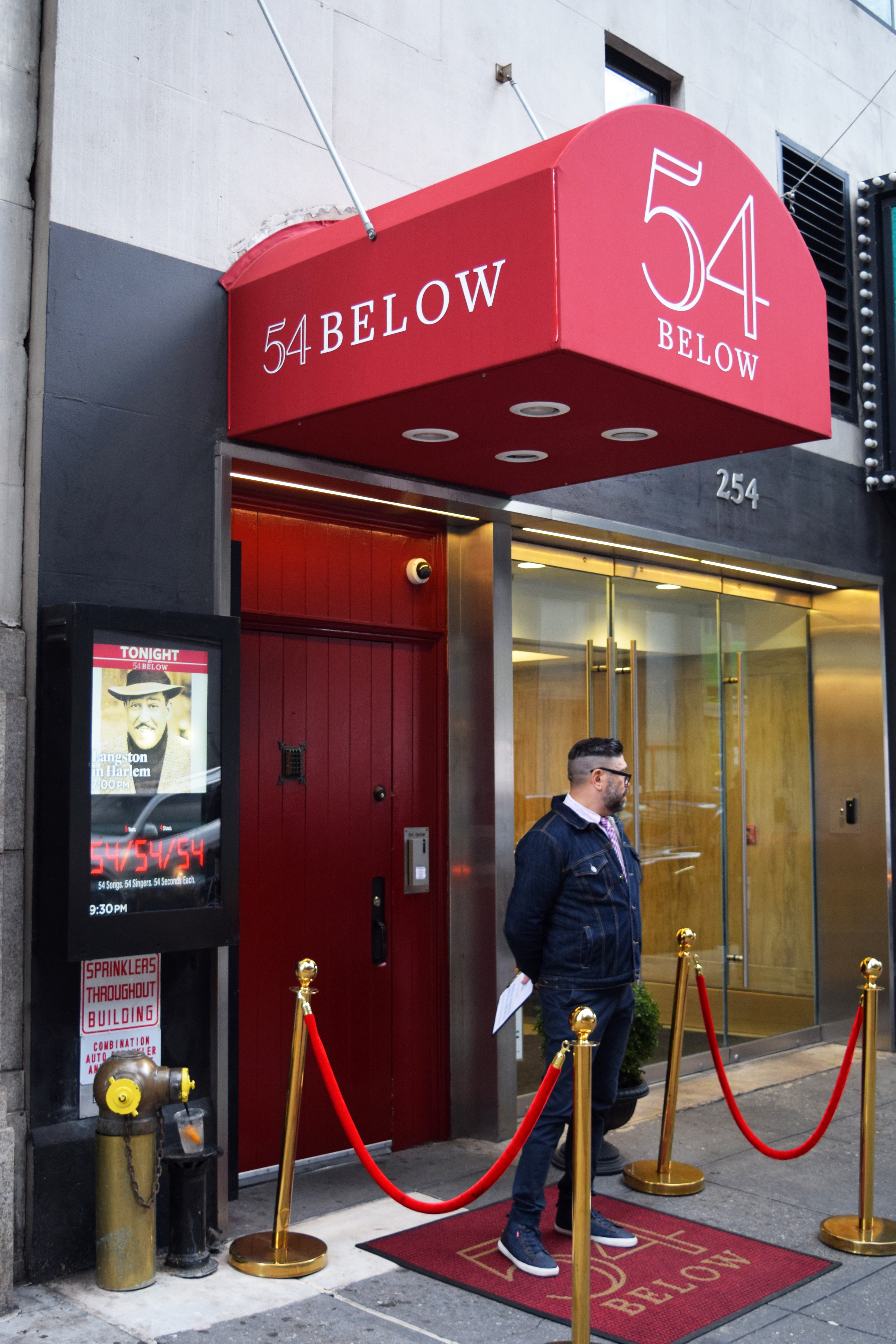
Eingangsbereich des 54 Below in der 54. Straße

54 Below (vorübergehend Feinstein’s 54 Below) ist ein seit 2012 bestehender Nachtclub im New Yorker Stadtteil Manhattan.
Im Juni 2012 wurde der 54 Below (254 W 54th Street) im Basement des Clubs Studio 54 als Supper Club am New Yorker Broadway eröffnet. Der Raum wurde von den Broadway-Produzenten Tom Viertel, Marc Routh, Richard Frankel und Steve Baruch (Hairspray, The Producers) komplett neu geschaffen. Patti LuPone war bei der Eröffnung die Hauptdarstellerin, bald darauf sollten auch andere Broadway-Künstler und Koryphäen der New Yorker Musikszene auftreten, darunter Ben Vereen, Danny Bacher und Justin Vivian Bond. Am 17. September 2015 wurde 54 Below durch eine kreative Partnerschaft mit Michael Feinstein in Feinstein’s/54 Below umbenannt; die Partnerschaft endete im Juli 2022, und der Club erhielt den alten Namen zurück. Im 54 Below entstanden Alben von Künstlern wie Laura Benanti, Micky Dolenz, Danielle Hope, Andrea McArdle und Bebe Neuwirth (Stories... In NYC: Live at 54 Below).